# Viertshöher Moor
Koordinaten: 54° 6′ 10,8″ N, 9° 47′ 51,4″ O

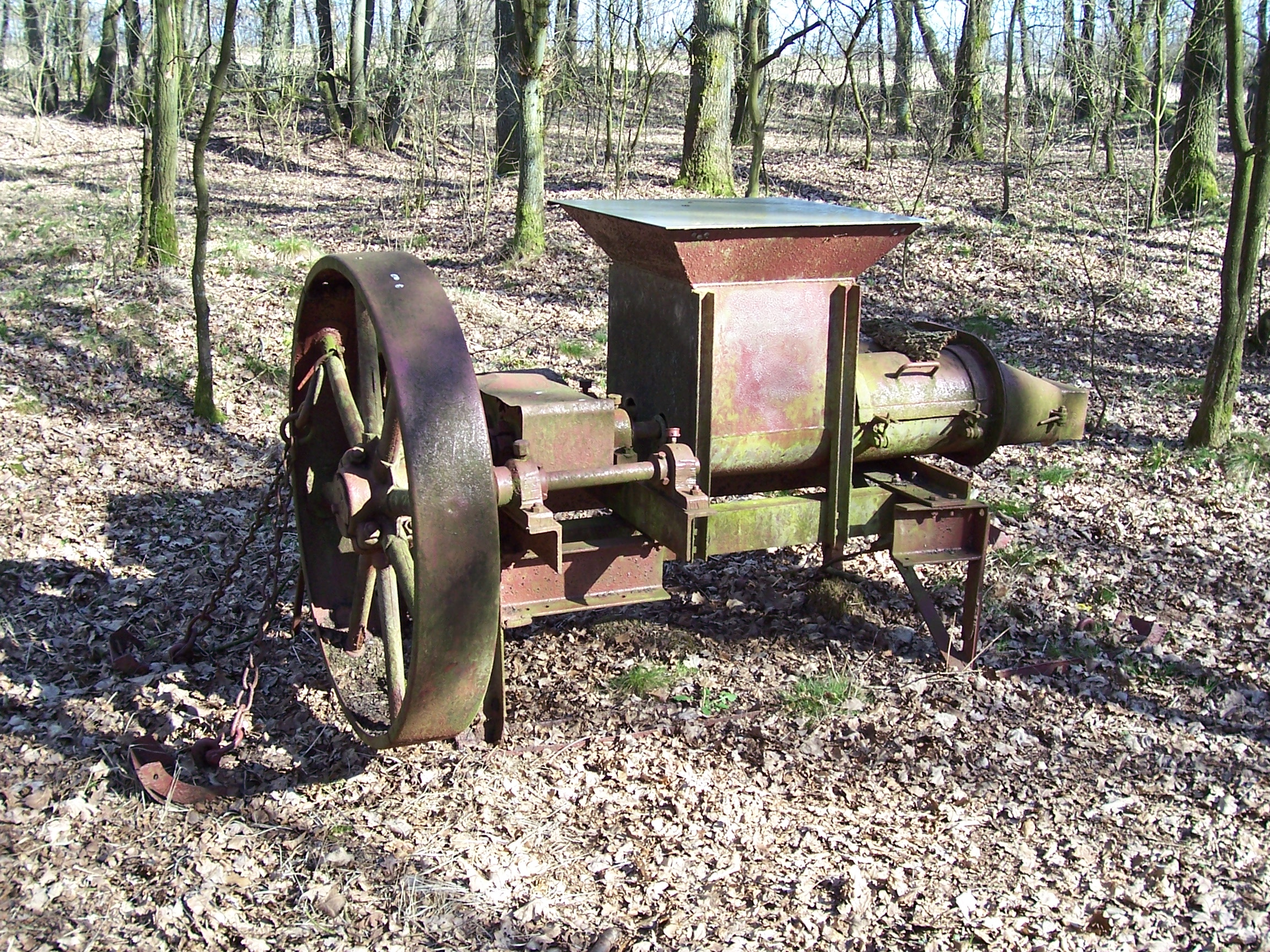
Alte Torfpresse im Viertshöher Moor

Das Viertshöher Moor ist ein Moor in der Nähe des Ortsteiles Böken der Gemeinde Aukrug im Kreis Rendsburg-Eckernförde, Schleswig-Holstein.
Das etwa 20 Hektar große Gebiet ist ein ehemaliges Hochmoor, in dem bis in die Nachkriegsjahre Torf abgebaut wurde. Noch heute sind im Süden des Moores ringförmige Wälle erkennbar, in denen bis etwa 1860 Torfkohle hergestellt wurde. Diese wurde ähnlich wie Holzkohle durch das Bedecken und Anzünden des aufschichteten Torfes hergestellt.
Für den Torfabbau wurde der Wasserstand gesenkt, so dass die typischen Hochmoorvegetation größtenteils verschwand und sich Birken ausbreiteten. 2001 begann die Renaturierung des Moores durch den Naturschutzring Aukrug e.V., der dafür den Wasserstand um 1,5 m anstaute, damit sich die Restbestände der Torfmoose, Schwingrasen und Wollgräser wieder ausbreiten konnten. Touristisch erschlossen ist das Gebiet durch einen Rundwanderweg.